# Der schwarze Traum
Der schwarze Traum, deutscher Untertitel Ein Mimodrama bzw. Eine Tragödie aus dem Zirkusleben, ist ein dänisches Stummfilmdrama von Urban Gad aus dem Jahr 1911.

## Handlung
Die Kunstreiterin Stella wird nach einer Show im Zirkus von zwei Verehrern empfangen: Während sie die Ehrerbietung des Juweliers Adolf Hirsch zurückweist, findet sie sofort Gefallen an Graf Johann von Waldberg. Beide werden ein Paar. Zu einer Feier wenig später erscheint neben Johann auch Adolf Hirsch. Er versucht sich Stella in einem Nebenraum zu nähern, die sich wehrt. Der hinzukommende Johann schlägt Adolf nieder. Den Streit klären beide kurz darauf am Spieltisch. Beim Kartenspiel verliert Johann sämtliche Spiele und schuldet Adolf am Ende 85.000 Mark, die er innerhalb von 24 Stunden zahlen soll. Stella und er sind verzweifelt.
Während die erschöpfte Stella bald einschläft, besorgt sich Johann einen Revolver, um sich umzubringen, setzt dies jedoch nicht um. Er kehrt zu Stella zurück, wehrt ihre Versuche, ihn zu umarmen, aber ab. Dennoch entdeckt Stella den Revolver, den sie an sich nimmt. Sie hat kurz vorher einen Brief von Adolf erhalten, in dem der verliebte Juwelier ihr ein Schmuckstück ihrer Wahl anbietet. Da sie um Johanns Not weiß, schreibt sie ihm, dass sie ihm ein wertvolles Collier aus ihrem Besitz überlassen will, das er verkaufen und so seine Schulden begleichen soll. Sie geht zu Adolf, lässt sich verschiedene Ketten vorlegen und ihn schließlich nach einer kleinen Brosche für sie suchen. Unterdessen stiehlt sie eine der Ketten und wird dabei von Adolf in einem Spiegel beobachtet. Nachdem Stella Johann die Kette übergeben hat und er verschwunden ist, überrascht Adolf sie und konfrontiert sie mit ihrem Diebstahl. Er nötigt sie, sich nach Mitternacht mit ihm zu treffen und sie willigt notgedrungen ein. Johann verkauft die Kette unterdessen an den Juwelier Meyer und Adolf kauft sie kurze Zeit später zurück. Der Juwelier stellt ihm einen Brief aus, in dem er den Diebstahl des Grafen und den Rückkauf durch Adolf bestätigt.
Stella macht sich unterdessen für den Abend mit Adolf zurecht und Johann, der nicht weiß, für wen sie sich schön macht, reagiert eifersüchtig. Als Stella gegangen ist, durchsucht Johann ihre Tasche und findet darin das Billet Adolfs mit der Verabredung sowie seine Pistole. Er begibt sich zu Stella. Die hat unterdessen mit Adolf zu Abend gegessen und versucht nun, seine aufdringlichen Annäherungsversuche abzuwehren. Johann erscheint und erschießt Stella. Die Sterbende überreicht ihm den Brief des Juweliers, in dem der Diebstahl festgehalten ist. Darunter hat Adolf inzwischen vermerkt, dass alles nur ein Missverständnis war. Johann sinkt über der sterbenden Stella zusammen.

## Produktion

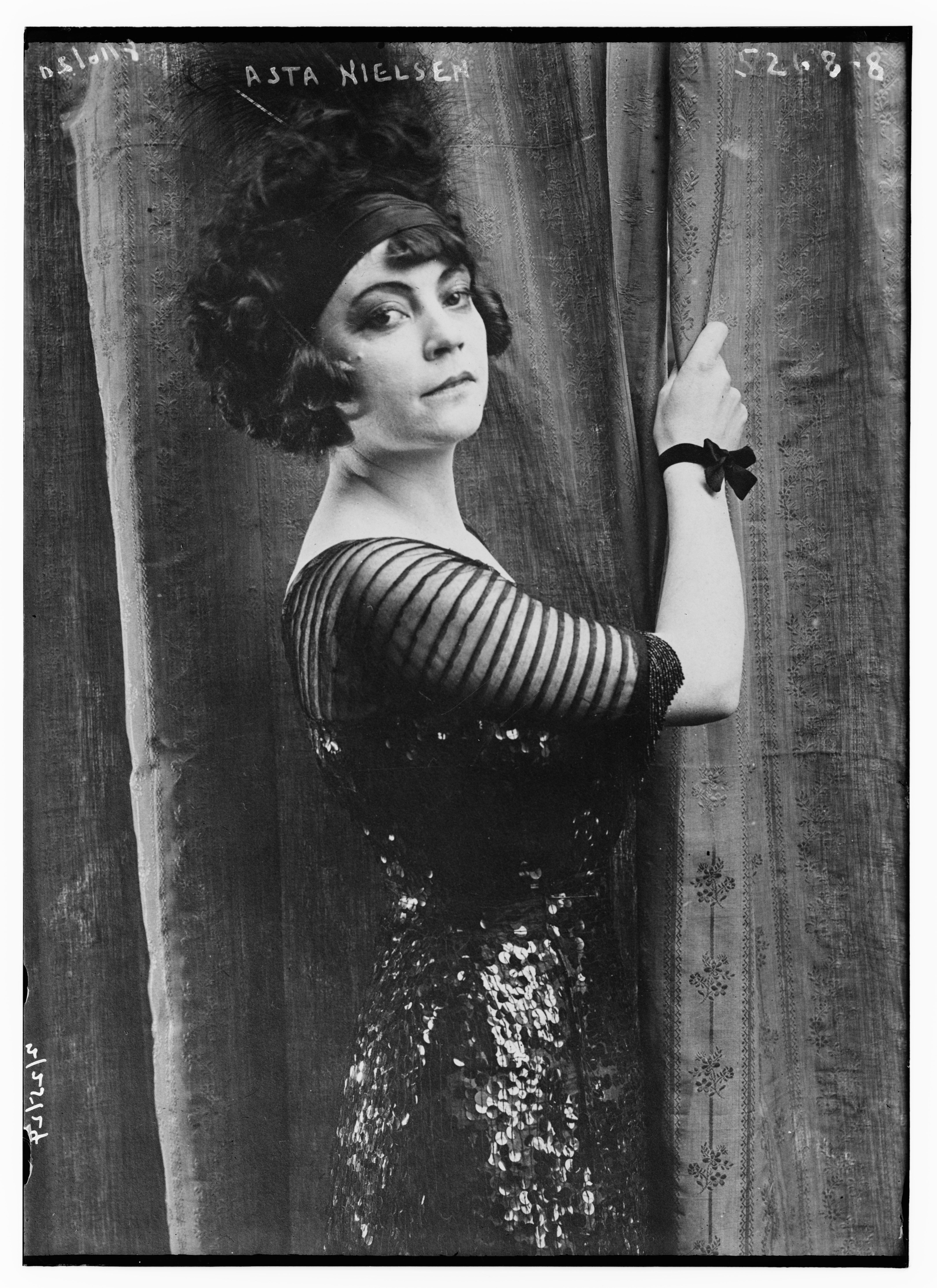
Asta Nielsen 1911 als Stella am Set von Der schwarze Traum

Der schwarze Traum war einer von vier Filmen, die Asta Nielsen in Dänemark drehte. Nach ihrem Filmdebüt Abgründe im Jahr 1910 und dem unerwarteten, großen Erfolg des Films war sie zunächst von der Bioscop nach Deutschland geholt worden, wo mit Nachtfalter und Heißes Blut bis Mai 1911 zwei Filme entstanden. Obwohl die Bioscop Interesse an einer weiteren Zusammenarbeit mit Asta Nielsen signalisierte, ging sie in den Sommermonaten zurück nach Dänemark, wo sie zunächst für die Fotorama den Film Der schwarze Traum und anschließend für die Nordisk Ballettänzerin drehte. Der Vertrag mit der Nordisk, den Nielsen bereits für das Jahr 1912 abgeschlossen hatte, wurde jedoch nie erfüllt, da Geschäftsmann Christoph Mülleneisen Nielsen bereits im Juni 1911 für weitere Filme in Deutschland verpflichtete und im Gegenzug die Konventionalstrafe von 10.000 Kronen in Kauf nahm.
Der schwarze Traum wurde am 15. August 1911 von der Zensur mit einem Jugendverbot belegt. Der Film erlebte am 19. August 1911 seine Uraufführung in Deutschland und kam am 4. September 1911 in die dänischen Kinos. Erst 1919 drehte Asta Nielsen mit Der Fackelträger ihren vierten und letzten dänischen Film überhaupt.
Der schwarze Traum und die drei weiteren dänischen Stummfilme, in denen Asta Nielsen eine Rolle innehatte, erschienen 2005 in der Reihe Danske Stumfilmklassikere in restaurierter Form und mit neuer musikalischer Begleitung auf DVD.

## Kritik
Zeitgenössische Werbeanzeigen für den Film feierten Asta Nielsens Darstellung der Kunstreiterin geradezu euphorisch: „Asta Nielsen, die Künstlerin von so genialer Begabung und so gewaltigem Können, feierte in der Zirkus-Tragödie ‚Der schwarze Traum‘, dem dramatisch wertvollsten aller bisherigen Lichtkunst-Spiele, ihren höchsten Triumph als ‚Duse der Kino-Kunst‘“, schrieb der Vorwärts in einer Ankündigung des Films im Union-Theater Berlin.
Der Kinematograph schrieb, dass der Film anlässlich einer Sondervorführung im Union-Theater in Berlin bei Fachleuten „nicht nur begreifliches Interesse, sondern auch große Begeisterung und Sensation [erregte]. Man lobte die vornehme Durchführung der literarisch gehaltvollen Handlung und die photographisch einwandfreie Technik, welche diesen Monopolfilm zu einem ganz außergewöhnlichen Schlager stempelt.“